# Graduation
Graduation – trzeci studyjny album Kanye Westa. Wydany został 11 września 2007 roku. Tego samego dnia miała miejsce premiera albumu 50 Centa Curtis. 50 Cent zaproponował Kanye’mu wspólną debatę podobną do prezydenckiej, lecz ten odmówił. 50 Cent więc założył się z Westem ze jeśli Kanye sprzeda w dniu premiery więcej egzemplarzy swojej płyty to nigdy nie nagra solowego albumu. W grudniu 2007 wyszło na jaw, że zakład był tylko po to aby podnieść sprzedaż obu płyt. Niedawno dwóch raperów znalazło się razem na okładce magazynu Rolling Stone. Pierwszym singlem z albumu jest utwór „Stronger”, który wykorzystuje sample z utworu Daft Punk „Harder, Better, Faster, Stronger”, a drugim utwór „Good Life” wykonany we współpracy z T-Painem.

## Lista utworów
1. Good Morning – 3:17
2. Champion – 2:51
3. Stronger – 5:14
4. I Wonder – 4:03
5. Good Life – 3:28 (gościnnie T-Pain)
6. Can’t Tell Me Nothing – 4:31
7. Barry Bonds – 3:24 (gościnnie Lil Wayne)
8. Drunk And Hot Girls – 5:13 (gościnnie Mos Def)
9. Flashing Lights – 3:57 (gościnnie Dwele)
10. Everything I Am – 3:47 (gościnnie DJ Premier)
11. The Glory – 3:34
12. Homecoming – 3:24 (gościnnie Chris Martin)
13. Big Brother – 4:47

### Utwory dodatkowe
1. Goodnight – 3:06 (gościnnie Al Be Back & Mos Def)
2. Bittersweet Poetry – 4:10 (gościnnie John Mayer)

## Single
- Can’t Tell Me Nothing
- Stronger
- Good Life
- Flashing Lights
- Homecoming